# Hành (Phật giáo)
Saṅkhāra (Pali: सङ्खार; hoặc Phạn: संस्कार  saṃskāra) là một thuật ngữ nổi bật trong Phật giáo. Từ này có nghĩa là 'những thứ được hình thành' hoặc 'cái đặt cùng nhau' và 'cái được đặt chung với nhau'.
Theo nghĩa đầu tiên (nghĩa bị động), hành (saṅkhāra) nói chung thì chỉ cho các hiện tượng có tính chất thay đổi (pháp hữu vi) nhưng một cách cụ thể thì chỉ cho tất cả các "khuynh hướng" của tinh thần. Chúng được gọi là "những cái được tạo ra mang tính quyết định" bởi vì chúng được hình thành như là kết quả của sự quyết định và chúng cũng là nguyên nhân cho sự phát sinh của các hành động mang tính quyết định trong tương lai. Các bản dịch tiếng Anh cho saṅkhāra theo nghĩa đầu tiên bao gồm 'pháp hữu vi,'  'các quyết định,'  'các thứ được tạo ra'  và 'những cái được hình thành' (hoặc, đặc biệt là khi đề cập đến các quá trình tinh thần, 'những cái được hình thành mang tính quyết định').
Theo nghĩa thứ hai (nghĩa chủ động) của từ này, hành (saṅkhāra) chỉ cho nghiệp (sankhara-khandha) là cái dẫn đến sự sinh khởi phụ thuộc lẫn nhau, hoặc do duyên sinh.
Theo trường phái Duy Thức, có 51 hành (samskaras) hoặc 51 tâm sở.

## Từ nguyên và ý nghĩa
Saṅkhāra là một từ trong tiếng Pali có cùng nguồn gốc với từ saṃskāra trong tiếng Phạn. Từ saṃskāra không phải là một thuật ngữ của tiếng Phạn Vệ Đà, nhưng đã được tìm thấy rộng rãi trong tiếng Phạn thời kì cổ điển và thời kì anh hùng ca trong tất cả các triết lí của Ấn Độ. Saṃskāra được tìm thấy trong các kinh Áo nghĩa thư của Ấn Độ giáo như trong câu 2,6 của Kaushitaki Upanishad, 4.16.2-4 của Chandogya Upanishad, 6.3.1 của Brihadaranyaka Upanishad cũng như được đề cập bởi học giả Ấn Độ cổ đại Panini và nhiều người khác. Saṅkhāra xuất hiện trong các văn bản Pitaka của Phật giáo với nhiều ý nghĩa và bối cảnh khác nhau, có sự khác biệt so với trong các kinh Áo nghĩa thư, đặc biệt là về sự khẳng định, xác nhận tính vô thường.
Hành (Saṅkhāra) là một khái niệm phức tạp, không có từ tiếng Anh nào được dịch tương đương, mà kết hợp cả "đối tượng và chủ thể" như là những phần phụ thuộc lẫn nhau trong thức và quá trình nhận thức của mỗi người. Nó hàm nghĩa "ấn tượng, quyết định, ảnh hưởng, hình thành, hoàn thiện trong tâm trí của một người, ảnh hưởng đến năng lực về cảm giác và về ý niệm" cũng như bất kỳ điều nào "gây ấn tượng, khiến cho, hoặc gây ảnh hưởng" cách mà một người suy nghĩ, quan niệm hoặc cảm nhận.

## Pháp hữu vi
Theo nghĩa đầu tiên (bị động), saṅkhāra đề cập đến "pháp hữu vi" hoặc "các khuynh hướng, dấu ấn của tâm trí". Tất cả các tập hợp trên thế giới - các sự việc xảy ra đồng thời về thể chất hoặc tinh thần, và tất cả các hiện tượng, được nhắc đến trong các đoạn văn bản Phật giáo thời kì đầu, là các pháp hữu vi. Nó có thể đề cập đến bất kỳ dạng hợp chất nào trong vũ trụ cho dù một cái cây, một đám mây, một con người, một ý nghĩ hay một phân tử. Tất cả những điều này là saṅkhāras (pháp hữu vi), cũng như mọi thứ thuộc về vật lí và hữu hình trong thế giới hiện tượng đều là các pháp hữu vi, hoặc các điều kiện của tâm. Đức Phật dạy rằng tất cả các saṅkhāras (pháp hữu vi) là vô thường và không có bản chất. David Kalupahana cho rằng, những khuynh hướng chủ quan này, "đã ngăn Đức Phật cố gắng hình thành một cái nhìn khách quan tột cùng về thế giới".
Vì các pháp hữu vi và các khuynh hướng là những nhận thức và chúng không có bản chất thực sự, chúng không phải là nguồn vui sướng đáng tin cậy và chúng đều là vô thường. Việc hiểu được tầm quan trọng của thực tại này là trí tuệ. Ý nghĩa "pháp hữu vi" này của từ Saṅkhāra xuất hiện trong Tứ diệu đế và trong lý thuyết duyên khởi của Phật giáo, đó là cách mà vô minh hay là sự hiểu lầm về vô thường và vô ngã dẫn đến Ái và tái sinh. Kinh Tương ưng bộ II.12.1 trình bày một lời giải thích như vậy, cũng như các đoạn văn bản Pali khác.
Những lời cuối cùng của Đức Phật, theo Kinh Đại Bát Niết Bàn (bằng tiếng Anh và tiếng Pali), là "Các đệ tử, điều này Ta tuyên bố với các ngài: Các pháp hữu vi là vô thường, hãy tinh tấn, chớ có phóng dật." (Pali: "handa'dāni bhikkhave āmantayāmi vo, vayadhammā saṅkhārā appamādena sampādethā ti.").

## Hành uẩn
| Vô minh    |
| ↓          |
| Hành       |
| ↓          |
| Thức       |
| ↓          |
| Danh & Sắc |
| ↓          |
| Lục nhập   |
| ↓          |
| Xúc        |
| ↓          |
| Thọ        |
| ↓          |
| Ái         |
| ↓          |
| Thủ        |
| ↓          |
| Hữu        |
| ↓          |
| Sinh       |
| ↓          |
| Già & Chết |
|            |

 Theo nghĩa thứ hai (chủ động), saṅkhāra (hành uẩn hay saṅkhāra-khandha) đề cập đến năng lực tạo ra sắc (rūpa) của tâm trí. Nó là một phần của học thuyết về 12 nhân duyên hoặc duyên khởi (paṭiccasamuppāda). Theo nghĩa này, thuật ngữ Sankhara là quyết định hay ý định chủ động có nghiệp lực, là cái tạo ra sự tái sinh và cái ảnh hưởng đến cõi tái sinh. Sankhara ở đây đồng nghĩa với nghiệp, và bao gồm các hành động từ thân thể, lời nói và ý nghĩ.
Hành uẩn (saṅkhāra-khandha) nói rằng chúng sinh được tái sinh (bhava, thủ) bằng các hành động từ thân, lời nói và ý nghĩ (nghiệp). Đức Phật đã tuyên bố rằng tất cả ý định, quyết định đều bị ảnh hưởng bởi vô minh (avijja) về tính vô thường và vô ngã. Chính sự thiếu hiểu biết này là nguồn gốc dẫn đến hành uẩn và cuối cùng gây ra đau khổ cho con người (dukkha). Việc chấm dứt tất cả các hành uẩn (sabba-saṅkhāra-nirodha) đồng nghĩa với sự giác ngộ (bồ đề), chứng đắc niết bàn. Sự kết thúc của nhân duyên hoặc duyên khởi theo nghĩa về nghiệp lực (Sankharas), mang lại pháp vô vi của niết bàn.
Khi vô minh ảnh hưởng các ý định, quyết định, những ý định, quyết định này sẽ ảnh hưởng ngược lại tới ý thức (viññāna). Đức Phật đã chỉ ra:
'Cái mà một người dự định, cái một người sắp xếp và cái mà một người ám ảnh về: Đây là một sự hỗ trợ cho sự chờ đợi của ý thức. Có một sự hỗ trợ, dẫn đến có một sự thiết lập của ý thức. Khi ý thức đó thiết lập và phát triển, sẽ có sự sản xuất của hữu mới trong tương lai. Khi có sự sản xuất của hữu mới trong tương lai, sẽ có sự sinh, già & chết, đau khổ, than thở, đau đớn, đau khổ và tuyệt vọng trong tương lai. Đó là nguồn gốc của toàn bộ khối đau khổ này.' 

## Tâm sở
Tâm sở (tiếng Phạn: caitasika; Pali: cetasika; Tây Tạng Wylie: sems byung) là các hành (tiếng Phạn: saṅkhāra) xảy ra đồng thời cùng với tâm (tiếng Phạn: citta). Chúng có thể được mô tả như các khía cạnh của tâm trí mà nắm bắt đặc tính của một đối tượng và có khả năng tô màu cho tâm trí.

## Niết bàn
Đức Phật đã nhấn mạnh đến sự cần thiết về thanh lọc những khuynh hướng hơn là loại bỏ chúng hoàn toàn.
Kalupahana cho rằng "việc loại bỏ các khuynh hướng là tự sát về mặt nhận thức luận", vì các khuynh hướng quyết định quan điểm của chúng ta. Sự phát triển cá tính của một người theo chiều hướng hoàn hảo hoặc không hoàn hảo nằm trong các khuynh hướng của người đó.
Khi niết bàn sơ bộ với chất nền xảy ra, thức xây dựng, còn gọi là người xây nhà, bị phá hủy hoàn toàn và sẽ không có hành mới nào được xây thêm nữa. Tuy nhiên, sankharas theo nghĩa của thức đã được xây dựng, tồn tại như một 'thức mang tính chất kết quả của nghiệp' (vipāka viññāna), vẫn tiếp tục tồn tại. Mỗi cá nhân được giải thoát không tạo ra nghiệp lực mới, nhưng bảo tồn một tính cách cá nhân cụ thể là kết quả của dấu vết của di sản nghiệp của mình. Thực tế là có một chất nền tâm lý - vật lý trong suốt phần còn lại của cuộc đời của một A-la-hán cho thấy tác dụng liên tục của nghiệp.

## Bản dịch tiếng Anh khác cho thuật ngữ Sankhara
- Activities (Ajahn Sucitto)
- Concoctions (Santikaro)[39]
- Conditions
- Conditioning Factors
- Conditioned things[40]
- Determinations[5][41]
- Fabrications[6]
- Formations (Bhikkhu Bodhi)[42]
- Karmic formations[43]
- Mental constructions
- Preparations (Bhikkhu Katukurunde Ñāṇānanda)[44]
- Volitional activities (Gethin, p. 136)
- Volitional formations (Bhikkhu Bodhi)